# Johnny Test
Johnny Test är en kanadensisk–amerikansk animerad TV-serie skapad av Scott Fellows som hade premiär den 17 september 2005. I Sverige, sändes serien på Disney XD, Disney Channel och Cartoon Network.

## Figurer
Johnny Test
Är en busig 11-årig pojke som bor med sina föräldrar och sina två storasystrar i en stad som kallas Porkbelly. I Porkbelly skapar Johnny oreda med hjälp av sina systrars uppfinningar och med bästa kompisen (den talande hunden Dukey). (Skådespelare i den svenska: Nick Atkinson)
Dukey
Är Johnnys talande hund och bästa vän. Dukey visar sig rätt ofta vara smartare än Johnny, och får ofta varna sin dumdristiga kompis. (Skådespelare i den svenska: Leo Hallerstam)
Susan och Mary
Är Johnnys två smarta systrar. De ser nästan likadana ut och det är bara frisyrerna och glasögonen som skiljer dem åt. De älskar att vara inne i sitt laboratorium där de uppfinner en massa komplicerade och ibland omöjliga saker. (Skådespelare i den svenska: Anna Nordell) 
Gil
Susan och Marys största kärlek. En tonårspojke som bor granne med dem och knappt har en aning om att Susan och Mary ens existerar.